# Velocidade de detonação
A velocidade de detonação de uma explosão é a medida da velocidade à qual uma onda de choque que provém de uma explosão se movimenta. A velocidade ou rapidez com que a reação química ocorre ou medida da reação. A velocidade de explosão refere-se a todo o tipo de explosivos tanto os mais fortes como os mais fracos. 
A velocidade de reacção é medida em metros por segundo e as velocidades de detonação comuns em gases estão entre os 1800m/s e os 3000m/s e em sólidos estão entre os 6000m/s e os 8000m/s.
A velocidade de detonação de um explosivo (VOD) é característica de cada formulação e é influenciada pelo diâmetro, grau de confinamento, tipo de iniciação, presença de água e outros fatores. A constatação do que ocorre com os explosivos utilizados nas condições reais de sua aplicação (dentro do furo) é de extrema importância para identificação de eventuais desvios ou variações de seu desempenho em relação ao que se pode esperar de cada tipo de explosivo. Em paralelo, podem-se medir os tempos reais de retardo entre os furos ou entre decks de um mesmo furo, outro fator de fundamental importância não apenas para o resultado do desmonte mas principalmente para o controle de vibração e ruído.
A velocidade de detonação é influenciada pela estrutura molecular do explosivo, pela densidade do material, pela temperatura e pela presença de contaminantes ou impurezas. Por isso, é importante que os explosivos sejam armazenados e manuseados corretamente para evitar alterações na sua composição e consequentemente na sua velocidade de detonação.
Além disso, a escolha do tipo de explosivo e a forma como ele é usado também podem impactar na velocidade de detonação e no resultado final do desmonte. Por exemplo, em alguns casos é mais eficaz utilizar explosivos com velocidade de detonação mais lenta para garantir a fragmentação adequada das rochas ou para minimizar o impacto ambiental.
A medição da velocidade de detonação também é importante para a pesquisa e desenvolvimento de novos explosivos mais seguros e eficientes. Com a compreensão dos fatores que influenciam a velocidade de detonação, os cientistas podem buscar maneiras de otimizar a composição dos explosivos e melhorar sua performance.
Por fim, é importante ressaltar que o uso de explosivos é uma atividade perigosa e requer cuidados especiais para garantir a segurança de todos os envolvidos. É essencial que sejam seguidas as normas e regulamentações específicas para o manuseio e transporte de explosivos, além de ser fundamental que sejam utilizados equipamentos de proteção individual adequados e que as áreas de trabalho sejam devidamente sinalizadas e isolada.